# El Malo
El Malo är en ort i Mexiko.   Den ligger i kommunen Mexicali och delstaten Baja California, i den nordvästra delen av landet, 2 100 km nordväst om huvudstaden Mexico City. El Malo ligger 22 meter över havet och antalet invånare är 117.
Terrängen runt El Malo är mycket platt. Runt El Malo är det glesbefolkat, med 19 invånare per kvadratkilometer. Närmaste större samhälle är San Luis Río Colorado, 16,1 km sydost om El Malo. Trakten runt El Malo består till största delen av jordbruksmark.